# カーマット
カーマットは、自動車の車内の床に敷くマット。フロアマット、フロアカーペットなど様々な呼び方もある。
車内の汚れ防止や装飾などの目的で用いられる。新車時点の有料オプションや標準装備品として自動車メーカーや販売店側が用意するもの（以下、純正品）、汚損防止や装飾目的、経年劣化による交換もしくは純正品の上に重ねて使用するものなどが大半。

## 素材
撥水加工や防炎加工が施された織物、不織布、ゴム、塩化ビニールなどの合成樹脂素材またはこれらの複合素材が用いられる。

## デザイン
純正品では飽き足らない所有者や中古車販売店が室内の美観をよくするためなどに向け、多くのサードパーティーが様々な素材やデザイン、色彩に変化を加えた製品が生産、販売されている。しかしながら純正品には、意匠権が設定されているものがあり、シートパターンに合わせた切り欠けを含めたデザインには、許可無しに模倣できないものもある。また物によってはやはりペダルのほうにずれていくなどの恐れもある。2012年には、ホンダ車の純正品カーマットの模倣品を販売した業者が摘発されている。

## 危険性
過去にアメリカ合衆国で、トヨタ車の床に敷いたカーマットがズレてブレーキペダルに干渉、ブレーキが効かずに死亡事故が発生したことがある。トヨタ自動車は、この事故をきっかけにアメリカ市場にて安全性に関するイメージがダウンするとともに、大規模なリコール、多額の賠償金、和解金の支出を余儀なくされた（詳細は、トヨタ自動車の大規模リコール (2009年-2010年)を参照）。このことを教訓に多くの自動車の取り扱い説明書には、カーマットを固定して使用することを促す注意書きが存在するほか、クルマの床にも固定用のピンやフックが取り付けられる穴などが設けられるようになった。ここにディーラーマンや作業員がピンを差し込んでカーマットを固定して新車引き渡しとなるわけだが、このピンは基本的にカーマットとセットであるためパーツカタログには載らない。そのため長期乗り続けてピンが切れたり推奨できる行為ではないが新車購入時に同じ車だからといって前愛車のカーマットを使う際にはなるべくピンを自作してでも固定したほうが望ましい。トリムボード用スクリューグロメット等を使うとネジ止めしやすい。かつてはフロアカーペットとマットを固定するのにマジックテープを使ったり商用車に多いフロア板金むき出し＋ゴムマットの場合ピン自体付けられないといった自動車もあったが注意書きが出るようになると次第に姿を消していった。